# Хойсль, Шармейн
Шармейн Хойсль (англ. и нем. Charmaine Häusl; родился 27 января 1996 года, Виктория, Сейшельские Острова) — немецкий и сейшельский футболист, защитник сборной Сейшельских Островов.

## Биография

### Клубная карьера
Воспитанник немецкого футбола, с 2011 года находился в системе «Майнц 05». На профессиональном уровне дебютировал в составе фарм-клуба «Майнц 05 II», за который выступал в течение четырёх сезонов, сыграл 38 матчей в Третьей лиге и 44 матча в Региональной лиге. В 2019 году перешёл в клуб третьей лиги «Зонненхоф Гроссаспах», но в его составе сыграл лишь 4 матча. Затем выступал за клубы Регионаллиги «Берлинер АК 07» и «Альтглиникке».

### Карьера в сборной
Сыграл несколько товарищеских матчей за сборные Германии до 16 и до 17 лет. 13 октября 2019 года дебютировал за сборную Сейшельских Островов в матче предварительного раунда квалификации на Кубок африканских наций 2021 против сборной Южного Судана.